# Michaeloplia fusca
Michaeloplia fusca är en skalbaggsart som beskrevs av Marc Lacroix 1997. Michaeloplia fusca ingår i släktet Michaeloplia och familjen Melolonthidae. Inga underarter finns listade i Catalogue of Life.